# Entoloma sinuatum
Entoloma sinuatum (Bull.) P. Kumm., Führer für Pilzfreunde (Zwickau): 23, 97 (1871).
Bel fungo molto diffuso ma altrettanto pericoloso, in Francia l'Entoloma sinuatum è chiamato "la perfide" ("il perfido") proprio per il suo aspetto accattivante e la facile confondibilità con il sosia l'agarico nebbioso (diffusamente consumato e ritenuto commestibile, ma causa anch'esso di avvelenamenti per accumulo delle tossine). È più conosciuto con il sinonimo di Entoloma lividum.

## Descrizione della specie
Cappello 
Da 5–20 cm di diametro. Carnoso, dapprima sferico, poi convesso ed umbonato, infine piano-depresso.

Presenta margine ondulato e talvolta involuto.

Di colore cenere o grigio chiaro, fibroso.
 Lamelle 
Adnate, abbastanza spaziate, inizialmente gialline poi aranciate-salmone per via della sporata.
 Gambo 
Cilindrico, slanciato, irregolare.
 Carne 
Bianca immutabile.
- Odore: di farina rancida, sgradevole ma talvolta grato di pasta di pane.
- Sapore: analogo.

 Spore 
9-11 x 7-8 µm,  poligonali, color rosa-salmone in massa.

## Habitat
Gregario oppure cespitoso, fruttifica da fine estate al tardo autunno nei boschi di latifoglie.

## Commestibilità
Velenoso, raramente mortale.
Provoca sindrome gastrointestinale particolarmente severa, ha causato decessi in caso di consumo in quantità rilevanti.

## Specie simili
- Lepista nebularis, che però ha le lamelle decorrenti e non adnate come quelle dell'Entoloma sinuatum.
- Hygrophorus penarius, che si distingue per il cappello più chiaro.
- A volte con alcune forme del Lyophyllum fumosum.

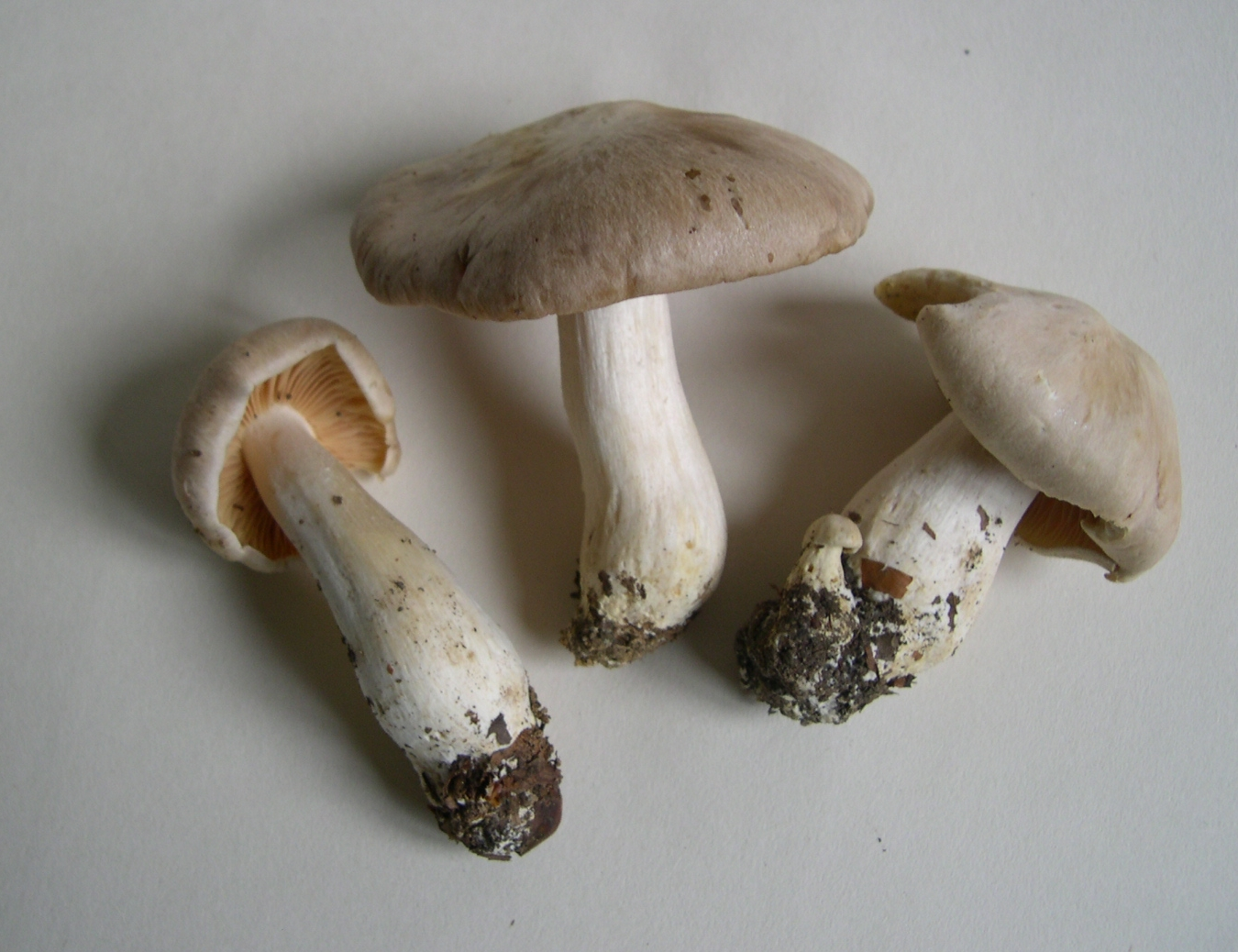
Carpofori di E. sinuatum; da notare la somiglianza con Lepista nebularis che per i più inesperti può rivelarsi fatale

## Etimologia
GenereDal greco entós (ἐντός) = di dentro e lóma (λῶμα) = orlo, cioè con l'orlo involuto.

## Sinonimi e binomi obsoleti
- Agaricus fertilis sensu Berkeley [Outl. Brit. Fung. p. 142 (1860)]
- Agaricus fertilis Berk., (1860)
- Agaricus lividus Bull., Herbier de la France: 382 (1788)
- Agaricus sinuatus Pers., Synopsis Methodica Fungorum (Göttingen): 329 (1801)
- Entoloma eulividum Noordel., Persoonia 12(4): 457 (1985)
- Entoloma fertile Gillet, Sylloge fungorum (Abellini) 5: 689 (1887)
- Entoloma lividum (Bull.) Quél., Mém. Soc. Émul. Montbéliard, Sér. 2 5: 116 (1872)
- Rhodophyllus sinuatus (Bull.) Quél., Enchiridion Fungorum, in Europa Media Præsertim in Gallia Vigentium (Paris): 179 (1888)
- Rhodophyllus sinuatus Singer, Lilloa 22: 622 (1951)